# Cratere Sidhi
Sidhi è un cratere sulla superficie di Marte. 
Il cratere è dedicato a Sidhi, una città in India.